# テレビジョンフィールド
株式会社テレビジョンフィールドは、テレビ番組の企画・制作を行うプロダクション企業である。主に情報・バラエティ・報道番組の特集コーナーなどあらゆる企画のジャンルを制作を手掛けるプロダクションである。

## 所属スタッフ
- 黒田章博（代表者兼プロデューサー）
- 植原孝頼（プロデューサー）
- 清水友也（ディレクター）
- 井坂周二（ディレクター）
- 横田和伸（ディレクター）
- 宮本智仁（ディレクター）
- 八木央（AD）
- 本田康力（AD）

ほか